# Burg Kerpen (Eifel)
Die Burg Kerpen ist eine Spornburg auf einem Dolomitsporn in 500 m ü. NHN im Eifelort Kerpen in Rheinland-Pfalz.

## Geschichte
Die genauen Anfänge der Burg Kerpen liegen im Dunkel der Geschichte. Es gilt als sehr wahrscheinlich, dass es sich bei ihrem Erbauer um den 1136 erstmals urkundlich erwähnten Sigibertus de Kerpene oder dessen Sohn Heinrich I. (1142–1177) handelte. Ein genaues Baudatum kann bisher jedoch nicht genannt werden.
1265 trug Theoderich II. von Kerpen die Burg dem Kölner Erzbischof Engelbert II. von Falkenburg zu Lehen auf. Der Besitz wurde später zwischen ihm und seinem Bruder Wilhelm II. geteilt.
1299 wurde ein „Theoderich III.“ als Herr von Kerpen erwähnt. Dessen Söhne begründeten später die drei Familienlinien Kerpen-Linster, Kerpen-Mörsdorf und Kerpen-Illingen (Lit.: Losse, 2003), die jeweils anteilig Eigner der Stammburg blieben und sie zur Ganerbenburg machten.
Ein Gotfrid van Roire (von Rohr), Ritter, siegelt 1344 eine Urkunde des Theoderich, Herr von Kerpen.
Im Jahr 1446 verkaufte Konrad von Kerpen-Mörsdorf seinen Anteil der Burg an seinen Vetter Wilhelm II. von Sombreff, der 1448 noch einen weiteren Anteil erwarb. Zusammen mit seinem familiären Erbteil wurde Wilhelm somit zum Alleinbesitzer der Anlage. Nach seinem Tod begannen fortwährende Besitzstreitigkeiten um die Burg Kerpen, die mehr als 200 Jahre dauerten.
Wilhelms Sohn Friedrich starb kinderlos, so dass die Burg an seine Schwester Margarete fiel. Durch ihre Heirat mit Graf Dietrich von Manderscheid-Schleiden kam die Burg in den Besitz des gleichnamigen Grafengeschlechts.
Zu Beginn des 16. Jahrhunderts ließ Dietrich IV. von Manderscheid-Schleiden eine Burgkapelle im gotischen Stil errichten. Als er 1593 kinderlos starb, ließ sein Schwager Philipp von der Mark Burg Kerpen von seinen Getreuen besetzen, um Eigentumsansprüche an der Anlage anzumelden. Der Streit zwischen ihm und der Witwe Philipps endete 1611 in einem Vergleich und er kaufte Kerpen der Witwe ab.
Doch die Besitzstreitigkeiten waren damit keineswegs zu Ende. Graf von Löwenstein-Wertheim versuchte im Jahr 1653 ebenfalls durch Besetzung der Burg seinem Anspruch auf Eigentum Nachdruck zu verleihen. Erst 1674 wurde der Streit der verschiedenen Adelsfamilien um Kerpen beendet, als das Reichskammergericht zu Speyer die Herrschaft Kerpen samt Burg in einem Urteil der Herzogin von Arenberg zusprach. Die Arenberger blieben bis 1794 Besitzer, doch ihre anfänglichen Pläne, die Burg in ein Schloss umgestalten zu lassen, verwirklichten sie nie.
In den Reunionskriegen wurden einige Gebäude der Anlage 1682 von französischen Truppen zerstört. Während des Dreißigjährigen Krieges sprengten Soldaten der französischen Armee unter General Boufflers Burg und Dorf und machten sie dem Erdboden gleich.
Nach der Einnahme des linken Rheinufers durch französische Revolutionstruppen (1794) verkaufte die französische Verwaltung die Ruine 1803 auf Abbruch an die Gemeinde.
1893 nahm sich Johann Heinrich Dün der heruntergekommenen Anlage an. Er ließ sie von Schutt befreien, baute das heutige Wohnhaus und setzte dem Bergfried einen neuen Zinnenkranz auf.
Von 1907 bis 1911 war die Burg Kerpen im Eigentum von Clemens Manstein.
1911 kaufte der Eifelmaler Fritz von Wille von Clemens Manstein die Burg und ließ dringende Sicherungs- und Ausbesserungsarbeiten vornehmen. Als der Künstler 1941 verstarb, wurde er auf der Anhöhe hinter der Burg beigesetzt.
Noch im gleichen Jahr kaufte die Firma DEMAG die Burg, um sie als Schulungsheim zu nutzen. In den 1950er Jahren folgten weitere Sicherungs- sowie Um- und Ausbaumaßnahmen durch das Unternehmen. Gisela Groneuer, geb. Dichgans, mietete die Burg 1950 von der DEMAG. Sie heiratete am 25. April 1950 den Schriftsteller Alfred Andersch und das Paar lebte für zwei Jahre auf der Burg.
Von 1969 bis 2007 war die Burg Kerpen Eigentum des Kreises Neuss, der sie als Landschulheim nutzte. Dann erwarb eine niederländische Familie die Anlage und unterzog sie im Jahr 2010 einer umfangreichen Renovierung.
Zuletzt (2016) als Flüchtlingsunterkunft genutzt, wurde die Burg im Januar 2018 an eine Unternehmerfamilie aus Bonn verkauft und wird zukünftig zu privaten Wohnzwecken genutzt.

## Beschreibung
Die Burg Kerpen ist eine dreiterrassige Spornanlage, die im Norden durch einen etwa 15 Meter breiten Halsgraben zum Berg hin gesichert ist. Der zinnenbewehrte, 23 Meter hohe Bergfried steht auf der ersten, am höchsten gelegenen Terrasse. In seinem obersten Geschoss befand sich früher ein Verlies.
Auf der mittleren Terrasse standen früher Neben- und Wirtschaftsgebäude, die heute nicht mehr existieren. Einziges Relikt aus der mittelalterlichen Zeit ist der 35 Meter tiefe Brunnen in einem Rondellbau.
Die unterste Terrasse ist von einer Umfassungsmauer umgeben, die von starken Pfeilern gestützt wird. Sie beherbergte noch im 17. Jahrhundert einige Neben- und Burgmannenhäuser, ehe diese 1682 von französischen Truppen zerstört wurden.

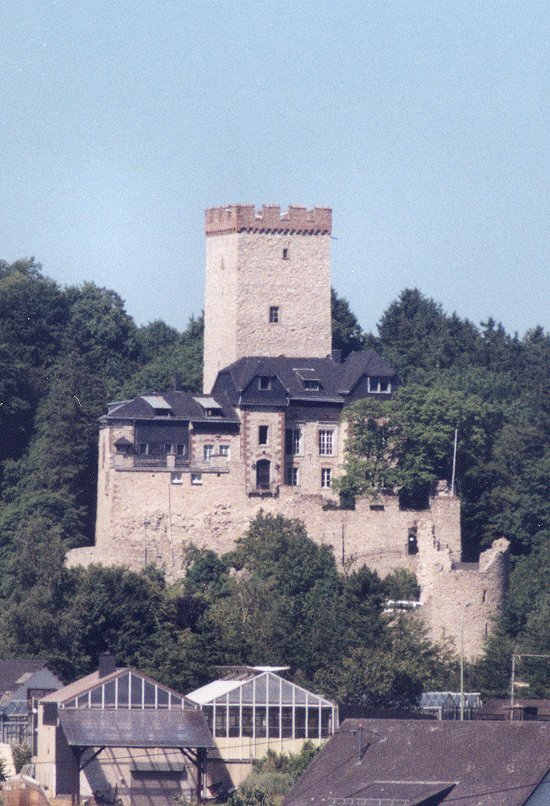
Burg Kerpen von Südwesten gesehen (1999)
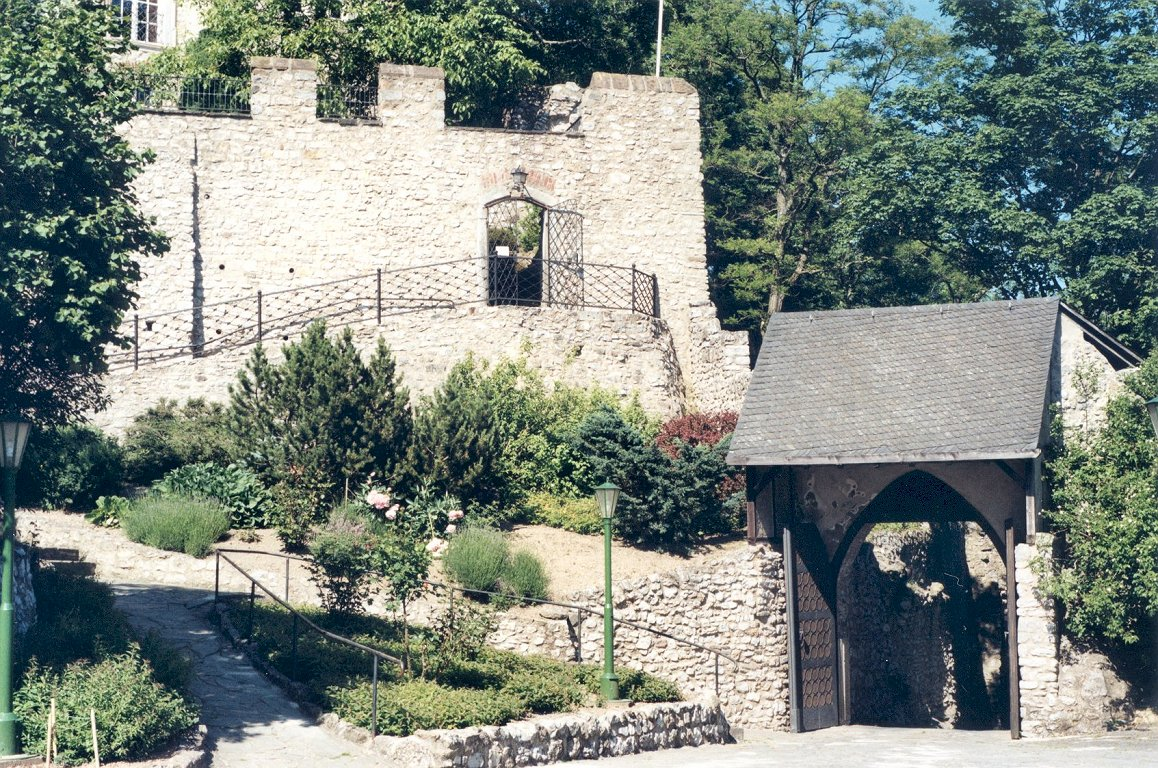
Burghof (1999)
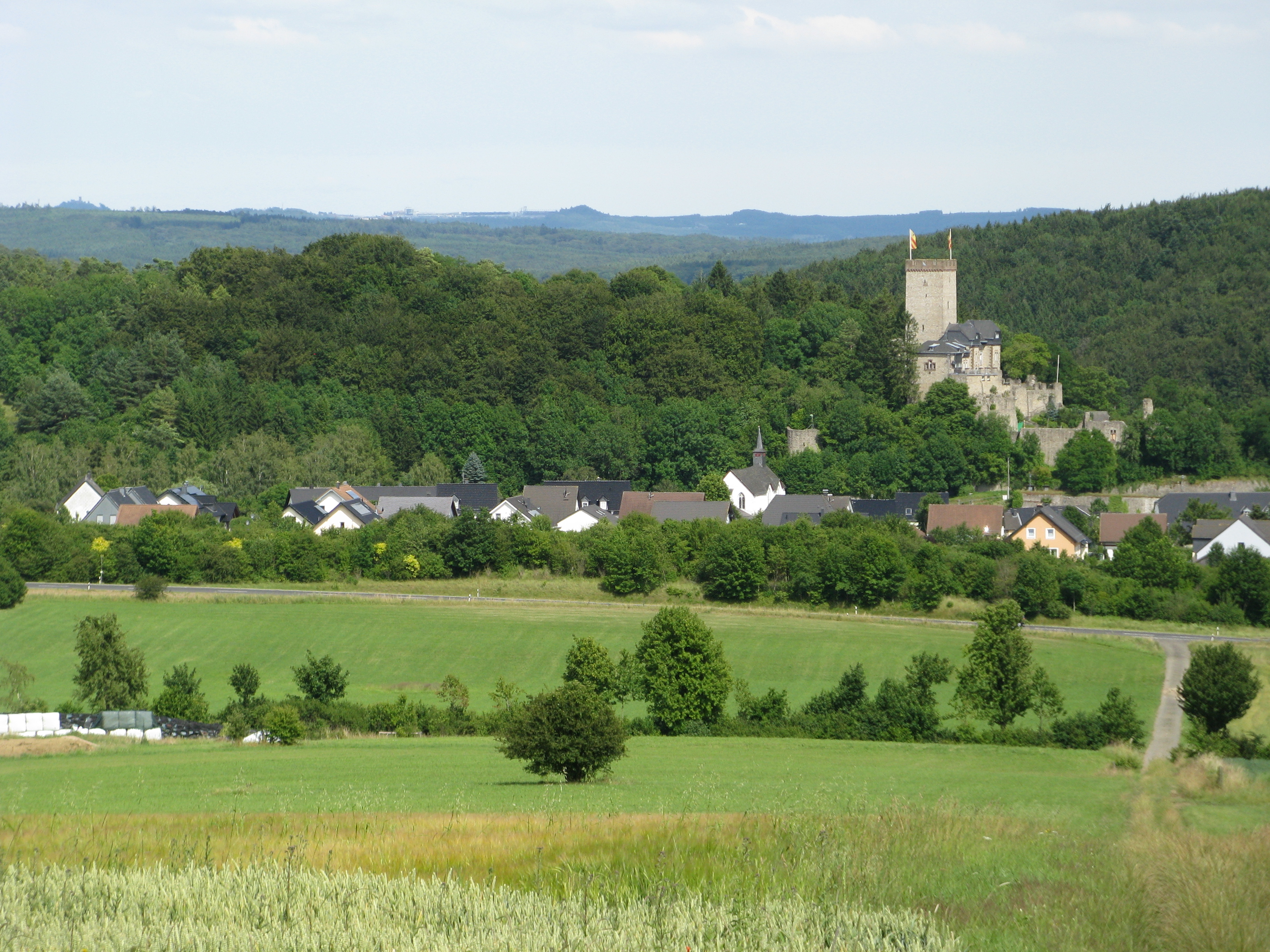
Burg Kerpen vom Eifelsteig aus gesehen